# Comarca de La Cabrera (Madrid)
Comarca de la Cabrera és una subcomarca de la comarca de Sierra Norte de Madrid, a la Comunitat de Madrid. Està situada a la Sierra de la Cabrera. Està formada pels municipis de:
- Bustarviejo
- Cabanillas de la Sierra
- La Cabrera
- Lozoyuela-Navas-Sieteiglesias
- Navalafuente
- Valdemanco
- Venturada